# 古以色列

铁器时代的以色列王国（蓝色）和 犹大王国（黄色）以及它们的邻居（公元前8世纪）

以色列和犹大是与铁器时代的古王国黎凡特有关。公元前9世纪，以色列王国出现并成为一个重要的地方政权，这个早于公元前722年新亚述帝国的衰落及灭亡。以色列南部的邻国犹大王国，出现在公元8世纪，并成为一个联系古亚述和古巴比伦的繁荣国家。公元前586年，犹大反对新巴比伦王国的起义导致国家的灭亡。在公元前539年，波斯国王居鲁士大帝灭亡巴比伦之后，一些犹太流亡者回到耶路撒冷，在波斯的耶胡德省开创了独特的犹太文化。随着亚历山大的征服，耶胡德被并入一系列希腊化的王国。公元前2世纪的犹太人反抗塞琉古帝国，建立了哈斯蒙尼王国。这是最后名义上是独立的犹太国，最终于公元前63年被罗马的庞培征服。希律王朝的以色列王国作为一个联系国存在，由犹太人起义、神庙被破坏和犹太教及早期基督教产生累积引发了犹太人起义最终导致王国的灭亡。